# Daniel Lago
Daniel Lago, nacido Carlos Daniel Schiappadini (Buenos Aires, 1955-ib., 3 de diciembre de 1993), fue un actor de cine, teatro y televisión argentino.

## Biografía
Se inició a muy corta edad en la década de 1950 en el cine con el film En la vía, protagonizado por Olga Zubarry, Juan Carlos Altavista, Francisco López Silva, Ernesto Báez, Emigdia Reisofer y Alberto Barcel.
En televisión comenzó en una novela protagonizada por Ricardo Passano y Malvina Pastorino titulada Mirando la vida emitida por Canal 9. Su papel más recordado fue el del alumno de Evangelina Salazar en la telenovela Jacinta Pichimahuida de 1966.
En la pantalla grande secundó a estrellas como Luis Brandoni, Norma Aleandro, Graciela Borges, Héctor Alterio, China Zorrilla, Arturo García Buhr, entre otros.
Daniel Lago falleció el viernes 3 de diciembre de 1993, víctima de complicaciones del sida. En su homenaje se bautizó una sala teatral con su nombre de pila, ubicada en Callao 575, Capital Federal.

## Filmografía
- 1959: En la vía.
- 1982: Pubis angelical.
- 1985: Los gatos (Prostitución de alto nivel).
- 1985: La historia oficial.
- 1988: La clínica loca.

## Televisión
- 1963: Mirando la vida.
- 1965: Los chicos crecen.
- 1966: A mi me pasan todas.
- 1966-1967: Jacinta Pichimahuida... La maestra que no se olvida, en el papel de Fito Zabala.

- 1970: Alta Comedia.

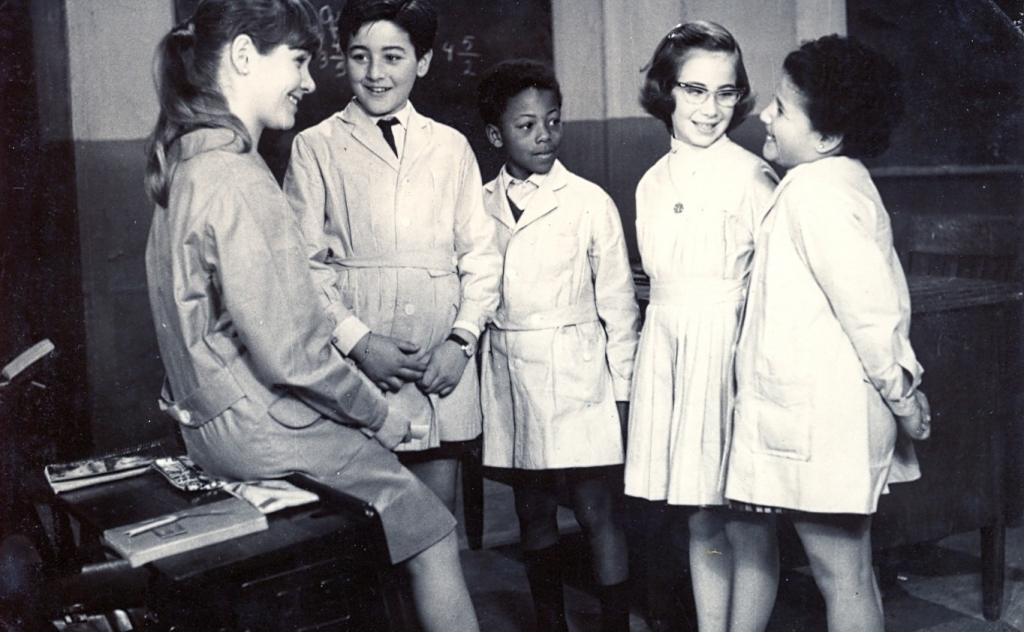
Daniel Lago junto a Evangelina Zalazar y a otros chicos en 1966.

- 1971: Estación Retiro. Telenovela protagonizada por  Luis Dávila, Beatriz Día Quiroga y Susana Campos.
- 1978: Una promesa para todos.Telenovela protagonizada por Alberto Martín, Germán Kraus y Jorge Barreiro.
- 1979: Novia de vacaciones.Telenovela protagonizada por Miguel Ángel Solá, Susú Pecoraro y Rita Terranova.
- 1979-1980: Dulce fugitiva. Telenovela protagonizada por Silvina Rada y Gerardo Romano.
- 1980: Bianca. Telenovela protagonizada por Dora Baret y Víctor Hugo Vieyra.
- 1980: Romina. Telenovela protagonizada por Dora Baret y Víctor Hugo Vieyra.
- 1980-1981: Agustina. Telenovela protagonizada por Dora Baret y Arturo Bonín.
- 1981-1982: Lo imperdonable.
- 1982: Las 24 horas. Unitario con elencos rotativos.
- 1982: Como en el teatro.
- 1982: Viva América.Telenovela protagonizada por Víctor Hugo Vieyra, Marta González y Susú Pecoraro.
- 1982: Noche estelar.
- 1982: Alfonsina, inspirada en la vida de Alfonsina Storni. Protagonizada por Soledad Silveyra y dirigido por María Herminia Avellaneda.[8]
- 1982: Extraños caminos del amor  (México)
- 1984-1985: La señora Ordóñez. Telenovela protagonizada por Luisina Brando y Arturo Bonín.
- 1985: El Infiel. Telenovela protagonizada por Arnaldo André y María Valenzuela.
- 1988: Sin marido. Telenovela protagonizada por Patricia Palmer y Gustavo Garzón.
- 1989-1990: Rebelde. Telenovela protagonizada por Grecia Colmenares y Ricardo Darín.
- 1991-1992: Corazones de Fuego. Telenovela protagonizada por Arnaldo André y Marta González.

## Teatro
- Romeo y... Raquel!!! (1964).
- Lo que vio el mayordomo (1984), estrenada en el Liceo.[9]